# Parada de Arriba (kommunhuvudort)
Parada de Arriba är en kommunhuvudort i Spanien. Den ligger i provinsen Provincia de Salamanca och regionen Kastilien och Leon, i den centrala delen av landet, 190 km väster om huvudstaden Madrid. Parada de Arriba ligger 824 meter över havet och antalet invånare är 237.
Terrängen runt Parada de Arriba är platt. Runt Parada de Arriba är det mycket tätbefolkat, med 1 095 invånare per kvadratkilometer. Närmaste större samhälle är Salamanca, 11,0 km öster om Parada de Arriba. Trakten runt Parada de Arriba består till största delen av jordbruksmark.